# Hendrik van Sleeswijk
Hendrik van Sleeswijk (circa 1342 – augustus 1375) was van 1364 tot aan zijn dood hertog van Sleeswijk. Hij behoorde tot het huis Estridsen.

## Levensloop
Hendrik was een jongere zoon van hertog Waldemar V van Sleeswijk, onder de naam Waldemar III eveneens koning van Denemarken, en diens echtgenote Richardis, dochter van graaf Günzel VI van Schwerin. Na het overlijden van zijn oudere broer Waldemar in 1360 werd hij de erfopvolger van zijn vader.
In 1364 volgde hij zijn vader op als hertog van Sleeswijk. Hij had slechts het bezit over enkele delen van dit hertogdom, aangezien het zuidelijke deel van Sleeswijk verpand was aan de graven van Holstein en een ander deel van Sleeswijk als weduwegoed aan zijn moeder Richardis was toegewezen.
Omdat Hendrik maar een klein deel van Sleeswijk bestuurde, had hij regelmatig een geldtekort. Zo moest hij in 1367 het eiland Langeland korte tijd verpanden aan het Deense adelgeslacht Panter. Zijn territorium zat gewrongen tussen het gebied van koning Waldemar IV van Denemarken in het noorden en dat van graven Hendrik II en Nicolaas I van Holstein-Rendsburg in het zuiden. Hij probeerde te bemiddelen tussen de strijdende partijen, maar werd getroffen door het spervuur tussen beide partijen. In juni 1374 stond hij al zijn pandrechtaktes af aan de Deense koning.
In augustus 1375 stierf Hendrik van Sleeswijk. Hij was gehuwd met ene Cunigunde († 1386), wier afkomst onbekend gebleven is, maar dit huwelijk was kinderloos gebleven. Hierdoor stierf de Sleeswijkse tak van het huis Estridsen uit. Hendrik werd bijgezet in de kerk van Sorø, op het Deense eiland Seeland. Hij werd als hertog van Sleeswijk opgevolgd door graven Hendrik II en Nicolaas II van Holstein-Rendsburg.